# Longitarsus holsaticus
Longitarsus holsaticus là một loài bọ cánh cứng trong họ Chrysomelidae. Loài này được Linnaeus mô tả khoa học năm 1758.